# Надземелье
«Надземелье» (англ. Gnome Named Gnorm / UpWorld) — кинофильм.

## Сюжет
Гнорм всего лишь заурядный гном. Но он хотел произвести впечатление на повелительницу гномов, совершив что-нибудь героическое. Поэтому он похитил волшебные камни гномов, чтобы показать их солнечному свету и перезарядить. Поднявшись на поверхность (гномы живут глубоко под землёй), Гнорм стал свидетелем убийства.
Детектив Кейси, который работал вместе с убитым (другим детективом), обвинён в том, что сорвал операцию и погубил коллегу. Чтобы задержать убийцу и реабилитироваться, он объединяется с Гнормом, которого случайно обнаружил.

## В ролях
- Майк Эйвери — Гнорм
- Энтони Майкл Холл — детектив Кейси Галлахер
- Клаудия Кристиан — Саманта Кристиан
- Джерри Орбах — Стэн Уолтон
- Эли Данкер — Задар
- Роберт З'Дар — Реджи
- Рен Браун — водитель катафалка